# Kentucky Derby 1904
Kentucky Derby 1904 var den trettionde upplagan av Kentucky Derby. Löpet reds den 2 maj 1904 över 1 1⁄4 miles (2 012 m). Löpet vanns av Elwood som reds av Frank Prior och tränades av Charles E. Durnell.
Förstapriset i löpet var 4 850 dollar. Fem hästar deltog i löpet.